# 东生围
东生围位于中国江西省赣州市安远县镇岗乡老围村，2013年被列为第七批全国重点文物保护单位。
东生围是最大的客家方型围屋，始建于清道光二十二年（1842年），经过3次扩建、历时25年。围屋和附属设施及外大门，共占地面积30391平方米。整个围子坐东朝西，呈“回”字形，围内共有199间房间，有九个天井十八个厅堂，俗称“九井十八厅”。